# 迪布頓站
迪布頓站（英語：Debden tube station）是倫敦地鐵的一個車站。迪布頓站位於埃塞克斯郡埃平森林區，是中央線的車站，其兩側的車站是勞頓站和飛頓保斯站。迪布頓站位於倫敦第6收費區，車站開通於1865年4月24日。 